# Joseph Kaithathara
Joseph Kaithathara (ur. 22 czerwca 1939 w Gothuruthy) – indyjski duchowny rzymskokatolicki, w latach 1999-2016 biskup Gwalioru.

## Życiorys
Święcenia kapłańskie przyjął 21 grudnia 1963. 9 lutego 1999 został prekonizowany biskupem Gwalioru. Sakrę biskupią otrzymał 1 maja 1999. 18 października 2016 przeszedł na emeryturę.